# Juillet 1976
Cette page présente les faits marquants du mois de juillet 1976.

## Évènements
- 2 juillet : élection d’une Assemblée nationale unique au Viêt Nam. Elle proclame la réunification officielle du Viêt Nam, par la fusion de la République démocratique du Viêt Nam (Nord Viêt Nam) et du gouvernement révolutionnaire provisoire de la République du Sud Viêt Nam. Le pays devient la République socialiste du Viêt Nam, avec Hanoï pour capitale. Les États-Unis refusent de reconnaître le nouveau gouvernement. En l’absence de relations diplomatiques, le Viêt Nam se retrouve complètement isolé des pays occidentaux et se tourne vers l’URSS.

- 2 - 5 juillet : l’OUA adopte la Charte culturelle de l’Afrique[1].

- 4 juillet : 
  - bicentenaire de l'indépendance des États-Unis.
  - Formule 1 : victoire de James Hunt sur une McLaren-Ford au Grand Prix automobile de France.
  - Discours à la Knesset du premier ministre israélien sur le Raid d'Entebbe [2].

- 5 juillet : massacre de Chekka, 200 personnes sont tuées dans les villes chrétiennes de Chekka et Hamat pendant la guerre civile libanaise.
- 14 juillet : Albert Spaggiari réalise le « casse du siècle » à la Société générale de Nice.

- 16 juillet : abolition de la peine de mort au Canada.
- 17 juillet : Ouverture des Jeux Olympiques d'été de Montréal.

- 18 juillet (Formule 1) : Grand Prix automobile de Grande-Bretagne.

- 18 - 19 juillet : arrestation de Diallo Telli par le régime de Sékou Touré[3]. Prétendu « complot peul » en Guinée[4].

- 22 juillet, France : Mgr Lefebvre est suspendu a divinis par le pape Paul VI.

- 23 juillet, Portugal : premier gouvernement constitutionnel de Mário Soares.

- 28 juillet : 
  - tremblement de terre en Chine (T'Ang Chan) de magnitude 8.0 plus ou moins 0.2, 240 000 morts.
  - France : exécution de Christian Ranucci pour le meurtre d’une fillette. L’écrivain Gilles Perrault fera part de ses doutes sur la culpabilité de Ranucci dans son livre Le Pull-over rouge (1978).

- 31 juillet - 7 aout : le 61e congrès mondial d’espéranto a lieu à Athènes. Il a pour thème « Collaboration internationale des états au niveau régional ».

## Naissances
- 1er juillet : Mohammed Azaay, acteur néerlandais d'origine marocaine.
- 2 juillet : Dany Bédar, auteur-compositeur-interprète.
- 8 juillet : Ellen MacArthur, navigatrice anglaise.
- 10 juillet : Davy Mourier, acteur, scénariste, réalisateur, graphiste et animateur français.
- 12 juillet : Delfynn Delage, actrice pornographique française.
- 14 juillet : Shabana Rehman Gaarder, écrivaine norvégienne d'origine Pakistanaise († 29 Décembre 2022).
- 15 juillet : Diane Kruger, ex-mannequin et actrice allemande.
- 17 juillet : Marcos Senna, footballeur espagnol.
- 19 juillet : Benedict Cumberbatch, acteur britannique.
- 23 juillet :
  - Mathieu Madénian, humoriste, comédien et chroniqueur français.
  - Judit Polgár, meilleure joueuse d'échecs de l'histoire († Octobre 2020).
- 24 juillet : Ioulia Navalnaïa, femme politique russe.
- 25 juillet : Tera Patrick, actrice américaine.
- 26 juillet : 
  - Oliv', dessinateur français.
  - Alice Taglioni, actrice française.
- 30 juillet : Dominique Sopo, militant français.

## Décès
- 1er juillet : Anneliese Michel, étudiante allemande sur laquelle furent pratiqués des exorcismes.
- 25 juillet : Roland Terrier, capitaine au long cours, compagnon de la Libération (° 8 juillet 1917).